# Caribbomerus brasiliensis
Caribbomerus brasiliensis là một loài bọ cánh cứng trong họ Cerambycidae.